# Брунеј на Светском првенству у атлетици на отвореном 2015.
Брунеј је учествовао на Светском првенству у атлетици на отвореном 2015. одржаном у Пекингу од 22. до 30. августа дванаести пут. Репрезентацију Брунеја представљао је један такмичар који се такмичио у трци на 100 метара.,
На овом првенству Брунеј није освојио ниједну медаљу нити је остварен неки резултат.

## Учесници
Мушкарци:
- Md Fakhri Ismail — 100 м

## Резултати

### Мушкарци
| Атлетичар        | Дисциплина | Лични рекорд | Предтакмичење | Предтакмичење | Квалификације | Квалификације | Полуфинале           | Полуфинале           | Финале               | Финале       | Детаљи                                      |
| Атлетичар        | Дисциплина | Лични рекорд | Резултат      | Место         | Резултат      | Место         | Резултат             | Место                | Резултат             | Место        | Детаљи                                      |
| ---------------- | ---------- | ------------ | ------------- | ------------- | ------------- | ------------- | -------------------- | -------------------- | -------------------- | ------------ | ------------------------------------------- |
| Md Fakhri Ismail | 100 м      | 10,59 НР     | 10,73 КВ      | 3. у гр. 1    | 10,72         | 8. у гр. 7    | Није се квалификовао | Није се квалификовао | Није се квалификовао | 47 / 68 (71) | Архивирано на веб-сајту (24. новембар 2015) |